# Silverstoneia flotator
Espèce
Synonymes
- Phyllobates flotator Dunn, 1931
- Colostethus flotator (Dunn, 1931)

Statut de conservation UICN

 LC  : Préoccupation mineure
Silverstoneia flotator est une espèce d'amphibiens de la famille des Dendrobatidae.

## Répartition
Cette espèce se rencontre au Costa Rica et au Panama de 10 à 865 m d'altitude.

## Description

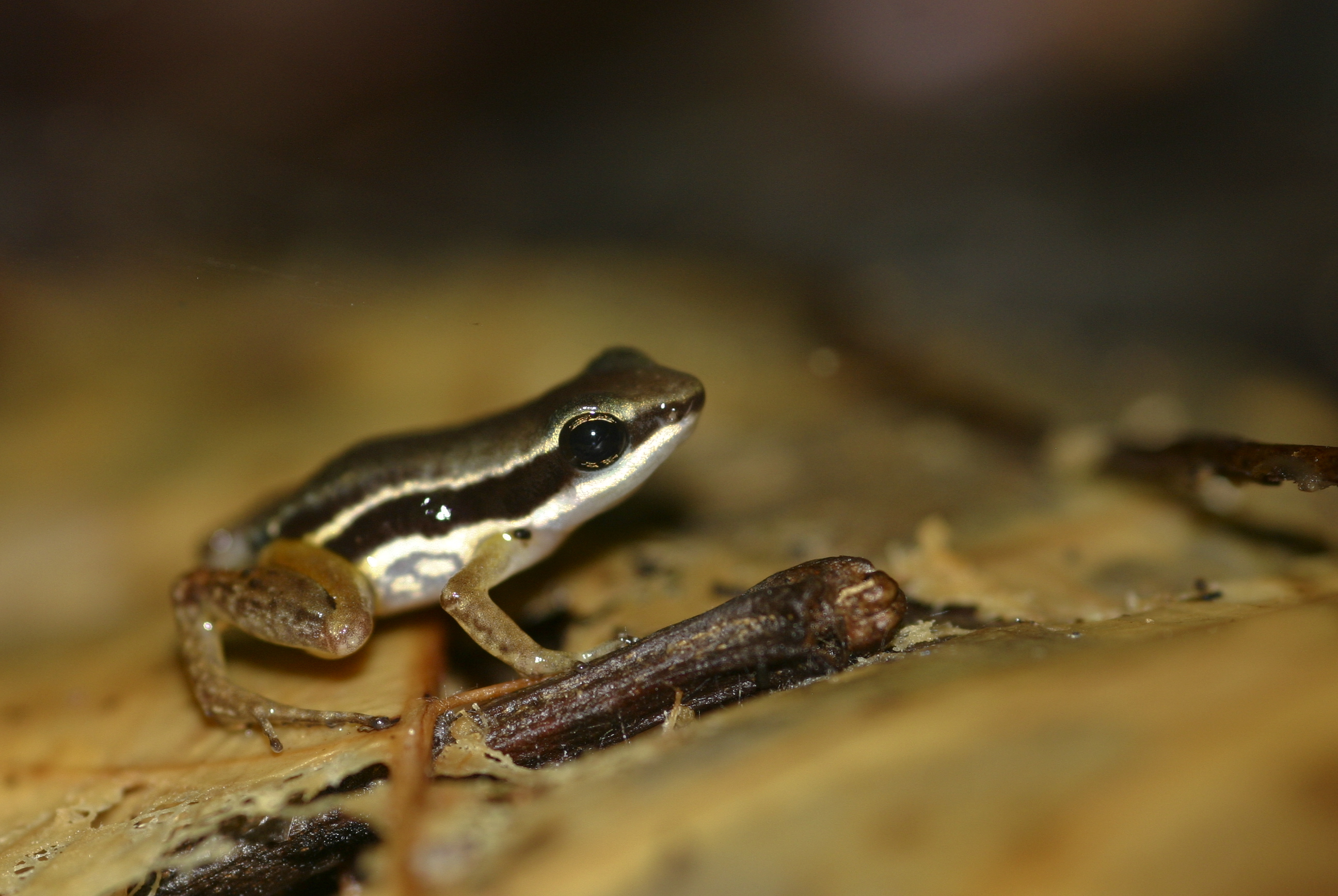
Silverstoneia flotator

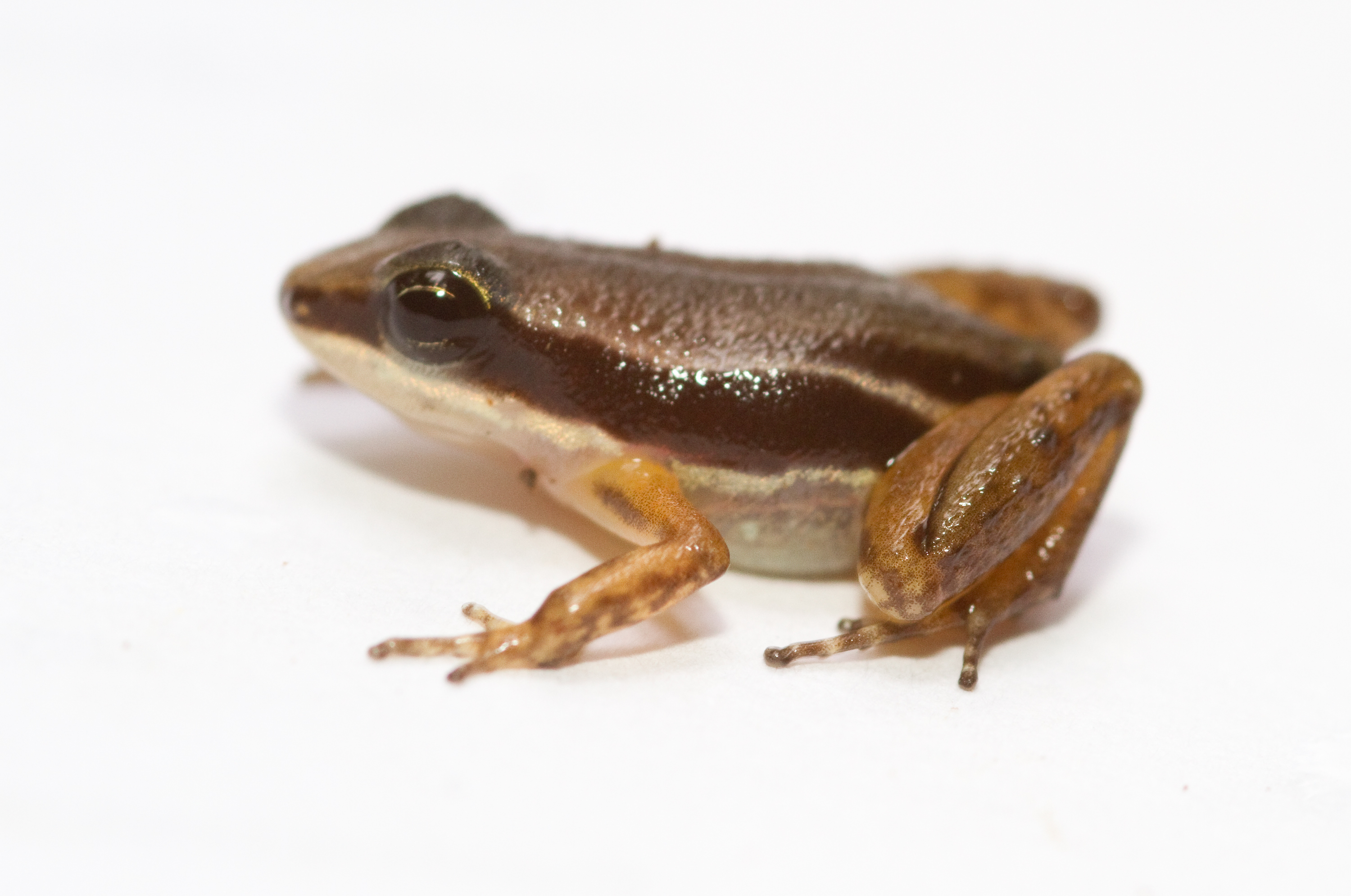
Silverstoneia flotator

Les mâles mesurent de 12,8 à 17,6 mm et les femelles de 13,9 à 18,3 mm.

## Publication originale
- Dunn, 1931 : New frogs from Panama and Costa Rica. Occasional Papers of the Boston Society of Natural History, vol. 5, p. 385–401 (texte intégral).